# Atlamál

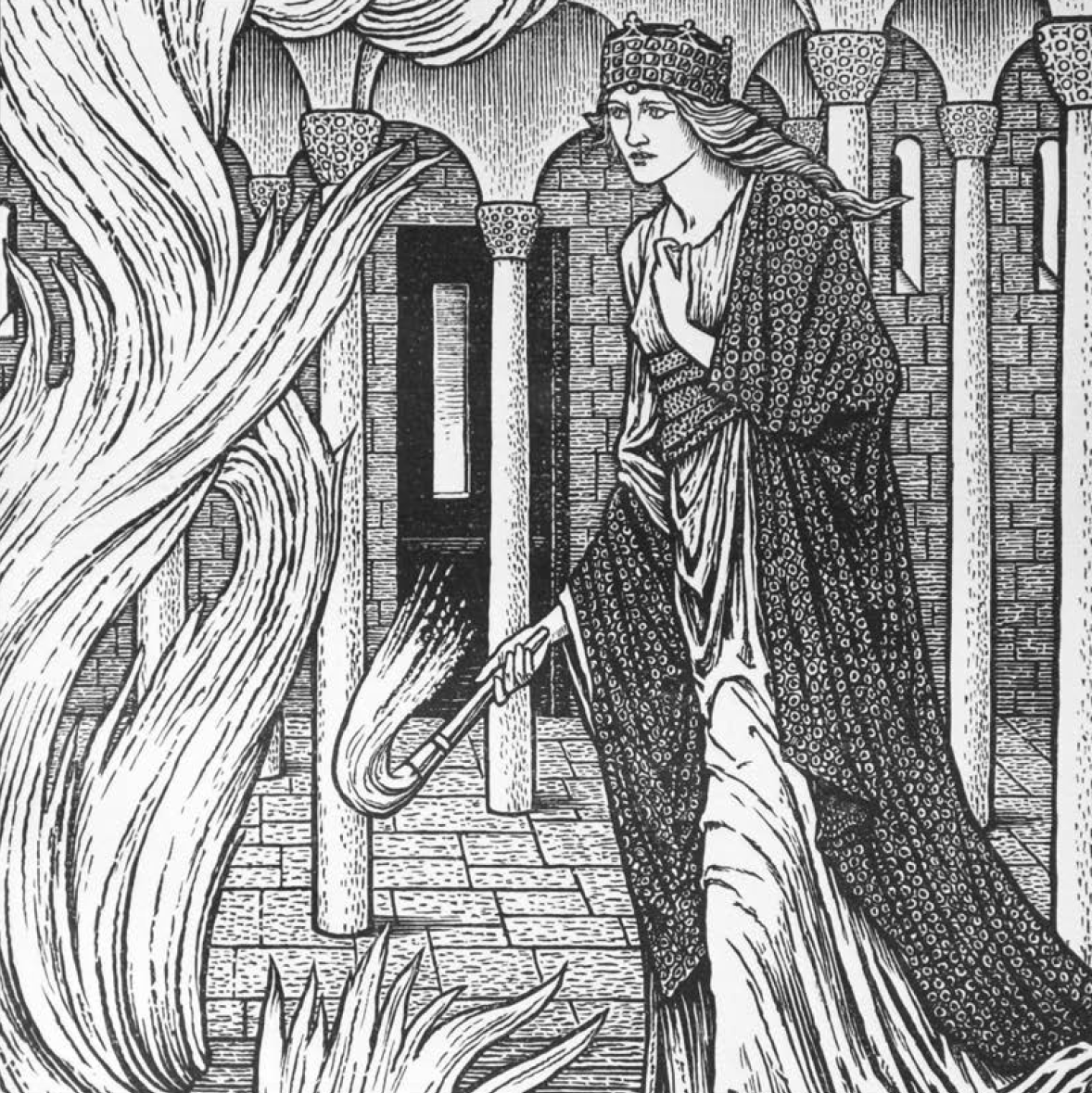
Guðrún mettant le feu à la maison d'Atli

L’Atlamál in grœnlenzku (« Lai groenlandais d'Atli ») est un poème héroïque de l'Edda poétique. Il relate la même histoire que l’Atlakviða, de manière plus détaillée
Le roi Atli (Attila) invite à un banquet ses beaux-frères Gunnarr et Högni. Malgré les prémonitions de leurs épouses respectives Glaumvör et Kostbera, qui ont eu des rêves inquiétants, les deux frères se mettent en route avec une petite escorte. Arrivés chez Atli, ils sont attaqués traîtreusement ; leur sœur Guðrún, l'épouse d'Atli, se bat à leurs côtés, mais ils sont vaincus et exécutés. Par vengeance, Guðrún tue les deux fils qu'elle a eu d'Atli et lui fait boire dans leurs crânes et manger leurs cœurs. Atli est ensuite tué par Guðrún avec l'aide de Hniflungr, le fils de Högni. Elle tente de se suicider, sans succès.

## Source
- L’Edda poétique [détail des éditions]